# Sânnicolau Român (gmina)
Sânnicolau Român – gmina w Rumunii, w okręgu Bihor. Obejmuje miejscowości Berechiu, Roit i Sânnicolau Român. W 2011 roku liczyła 2194 mieszkańców.